# Réponse en fréquence
Pour les articles homonymes, voir fréquence (homonymie).

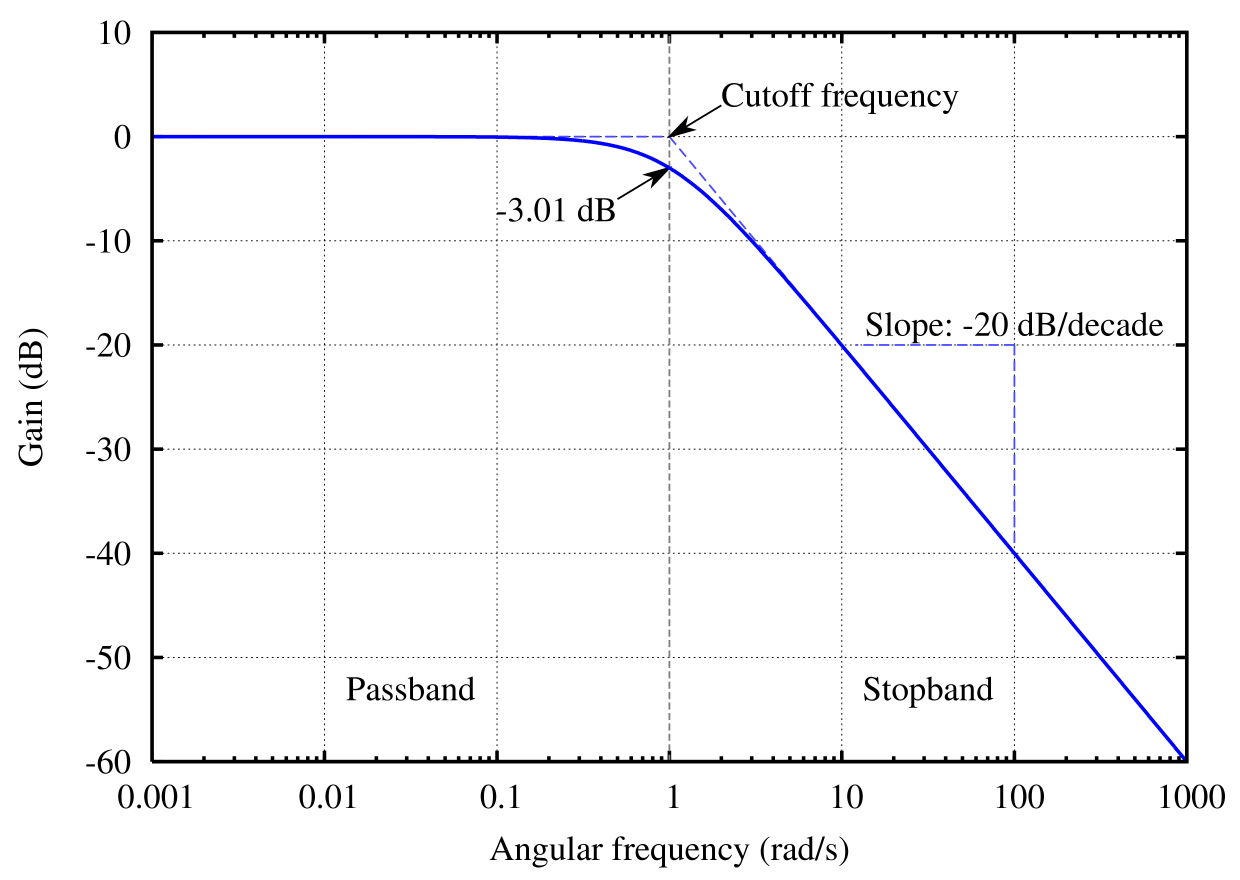
Réponse en fréquence d'un filtre passe-bas du premier ordre avec une atténuation de 6 dB par octave ou 20 dB par décade.

La réponse en fréquence est la mesure de la réponse de tout système (mécanique, électrique, électronique, optique, etc.) à un signal de fréquence variable (mais d'amplitude constante) à son entrée.
Dans la gamme des fréquences audibles, la réponse en fréquence intéresse habituellement les amplificateurs électroniques, les microphones et les haut-parleurs. La réponse du spectre radioélectrique peut faire référence aux mesures de câbles coaxiaux, aux câbles de catégorie 6 et aux dispositifs de mélangeur vidéo sans fil. Les mesures d'une réponse en fréquence subsonique peuvent inclure les séismes et l'électro-encéphalographie (ondes cérébrales).

## Méthodes de mesure
La réponse en fréquence est généralement caractérisée par l'amplitude de la réponse du système, mesurée en décibels, et la phase, mesurée en degrés (ou en radians) en fonction de la fréquence. La réponse en fréquence d'un système peut être mesurée : 
- en appliquant une impulsion au système et en mesurant sa réponse (voir réponse impulsionnelle) ;
- en balayant une amplitude constante de fréquences situées dans la bande passante d'intérêt et en mesurant le niveau de sortie et de déphasage par rapport à l'entrée ;
- en appliquant un signal avec un large spectre de fréquences (par exemple la longueur maximale de séquence, bruit blanc ou un bruit rose), et en calculant la réponse impulsionnelle par déconvolution de ce signal d'entrée et de sortie du système ;

Ces mesures de réponse typique peuvent être relevées de deux façons : en traçant l'amplitude et la phase des mesures pour obtenir un diagramme de Bode, ou en traçant la partie imaginaire de la réponse en fréquence en fonction de la partie réelle pour obtenir un diagramme de Nyquist

## Applications
Une fois que la réponse en fréquence a été mesurée (par exemple par la méthode de la réponse impulsionnelle), démontrant que le système est linéaire et invariant, ses caractéristiques peuvent être approximées par un filtre numérique. De même, si un système se révèle avoir une pauvre réponse en fréquence, un filtre numérique ou analogique peut être appliqué à son entrée pour compenser cette déficience.
Les mesures de réponse en fréquence peuvent être utilisées directement pour quantifier les performances et l'étude du contrôle de systèmes. Cependant l'analyse de la réponse en fréquence n'est pas suggérée si c'est un système à une faible dynamique.  
Les courbes de réponse en fréquence sont souvent utilisées pour indiquer la qualité de reproduction des équipements audio : enregistreurs, lecteurs, amplificateurs, enceintes acoustiques, etc. Par exemple : un amplificateur haute fidélité peut être indiqué comme ayant une réponse de 20 Hz - 20 000 Hz ±1 dB. Ce qui signifie que le système amplifie chaque fréquence dans cette gamme avec les limites indiquées, mais ne donne aucune indication sur ses capacités à amplifier une somme de ces fréquences : en effet, une « bonne réponse en fréquence » ne garantit pas une fidélité spécifique, mais indique seulement que l'élément mesuré assure les conditions requises de réponse en fréquence.